# Eric Nylund
Eric S. Nylund (Los Angeles, 12 de novembro de 1964) é um romancista americano e escritor técnico profissional. Sua esposa, Syne Mitchell, também é escritora de ficção científica. Ele possui um Bacheral em química pela Universidade da Califórnia, Santa Barbara e um Mestrado em física química pela Universidade da Califórnia, San Diego. Ele mora em North Bend, Washington, com sua esposa Syne e seu filho Kai Nylund.

## Carreira
Nylund é o autor de três romances ambientados no universo de Halo: Halo: The Fall of Reach, Halo: First Strike e Halo: Ghosts of Onyx, além de um conto em Halo: Evolutions e o romance gráfico Halo Wars: Genesis. 
Ele foi funcionário da Microsoft Game Studios, ajudou a desenvolver franquias de jogos como Halo e Gears of War, ele também ajudou a moldar a propriedade intelectual de alguns dos melhores desenvolvedores de videogames do mundo, incluindo BioWare e Epic Games, e também trabalhou com os estúdios de jogos da Amazon Game Studios. Seus deveres incluem o desenvolvimento de bíblias de histórias e outros ativos ficcionais, a preparação de materiais para marketing e a coordenação com os departamentos de localização, jurídico e geopolítico da Microsoft. 
Nos anos 90, ele foi contratado pela Microsoft para ajudar a reescrever e editar partes da enciclopédia multimídia da Microsoft. Desde então, ele escreveu vários romances baseados em jogos publicados pela Microsoft, incluindo os mencionados Halo, e Crimson Skies, que foi escrito em colaboração com Eric S. Trautmann.
Nylund também escreveu muitos romances originais, incluindo Signal to Noise, A Signal Shattered e Dry Water.
Ele terminou recentemente All That Lives Must Die, a sequência de Mortal Coils. Mortal Coils e All That Lives Must Die são os livros 1 e 2 de uma série proposta de 5 livros. A editora Tor Books ainda não comprou oficialmente o próximo romance What Fools These Mortals, atualmente sendo escrito por Nylund. Até julho de 2013, nenhuma palavra foi divulgada publicamente sobre o status da série Mortal Coils.

### Signal
- Signal to Noise (1998)
- A Signal Shattered (1999)

### Halo
- Halo: The Fall of Reach (2001)
- Halo: First Strike (2003)
- Halo: Ghosts of Onyx (2006)
- Halo: Evolutions (2009)

### Mortal Coils
- Mortal Coils (2009)
- All That Lives Must Die (2010)

### The Resisters
- The Resisters (2011)
- Sterling Squadron (2012)
- Titan Base (2013)
- Operation Inferno (2013)

### Hero of Thera Series
- Hero of Thera (2017)
- A Thousand Drunken Monkeys (2019)

### Romances gráficos
- Halo Wars: Genesis (2009)
- Battlestar Galactica: Cylon War (2009)